# Couleur métamère
Ne doit pas être confondu avec métamérie.
Deux couleurs métamères ou homochromes sont deux lumières visibles dont le spectre physique est différent, mais que la vision humaine ne différencie pas.
La lumière qui éclaire des surfaces colorées participe à la formation du spectre lumineux qui arrive à l'œil. Deux surfaces peuvent sembler identiques sous un éclairage et paraître de couleurs différentes avec un éclairage d'une autre répartition spectrale. Quand cette possibilité crée des difficultés, comme en restauration de peintures, on parle de problème de métamérisme.

## Perception de la couleur

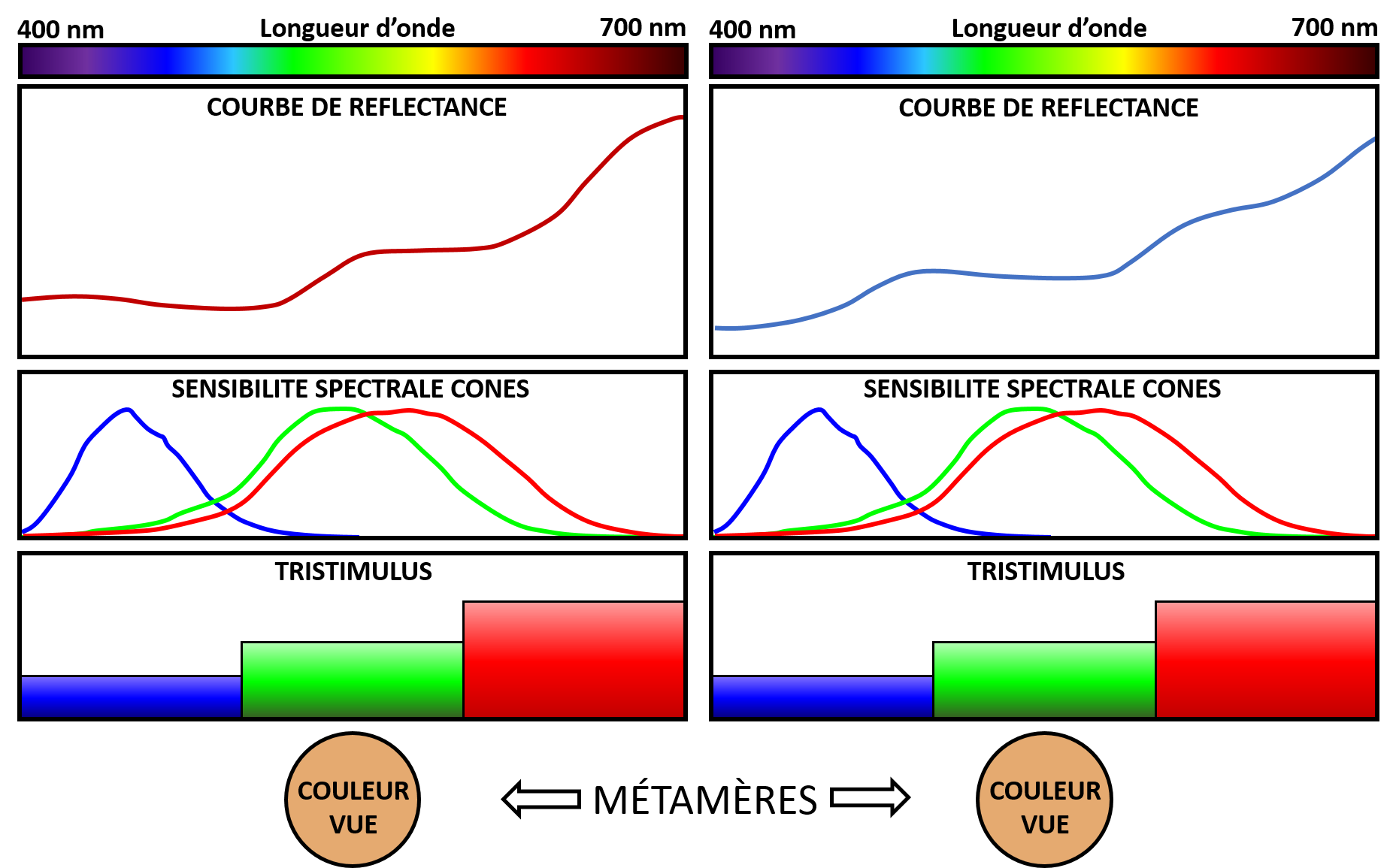
Exemple de métamérisme de deux pigments colorés vus sous la même illumination blanche. Leur spectre est différent, mais la vision humaine les perçoit de la même façon.

En physique, une lumière s'interprète comme une onde électromagnétique contenant, en nombre quelconque et avec des intensités quelconques, des longueurs d'onde comprises entre, approximativement, 400 et 700 nanomètres (milliardièmes de mètres). Cet intervalle correspond, pour une onde monochromatique, aux couleurs de décomposition de la lumière blanche par le prisme, qui sont aussi celles de l'arc-en-ciel, entre le violet (400 nm) et le rouge (700 nm).
D'autre part, le cerveau humain distingue les couleurs à travers des cônes, récepteurs disposés dans la rétine. Ceux-ci sont de trois types, qui réagissent différemment aux énergies de photons qui les touchent. Le reste du système visuel agglomère leurs sommes et leurs différences pour produire une sensation de couleur.
Supposons qu'on décrive le spectre des lumières en codant l'intensité sur seulement 10 niveaux dans 30 classes de longueur d'onde de 10 nm d'extension. On obtient un tableau de nombres de 0 à 9 dans 30 colonnes. Le spectre est ainsi décrit par un nombre entre 0 et trente fois le chiffre 9 : soit 10 à la puissance 30 (1 suivi de 30 zéros) spectres différents. Dans l'œil, chacun des cônes va multiplier les valeurs d'intensité de chaque classe par sa sensibilité à cette classe, et ajouter ces valeurs pour donner un résultat aggloméré. Le résultat s'écrit dans un tableau de nombres de 0 à 9 sur seulement 3 colonnes. Il n'y a que mille classes de perceptions.
Les récepteurs disposant de beaucoup moins de perceptions possibles qu'il n'y a de spectres différents, il est inévitable que des lumières différant par leur spectre soient perçues à l'identique. Quand c'est le cas, on dit que ces couleurs sont métamères ou homochromes.

## Dépendance des conditions d'essai
Les couleurs métamères concernent les lumières, et non la couleur des surfaces. Lorsqu'on éclaire une surface, la lumière qu'elle réfléchit dépend à la fois de la lumière qui l'éclaire et des propriétés d'absorption, de réflexion, de diffusion et de réfraction de sa matière. Le concept de couleur métamère ne s'applique qu'à la lumière qui rentre dans l'œil, dans les conditions d'expérimentation du laboratoire.
En colorimétrie, on soumet au sujet l'un ou l'autre de deux stimulus :
- des couleurs d'ouverture ((en) film-colour), qui n'ont ni position ni limite, comme le ciel vu à travers une fenêtre[5]. Pour comparer deux couleurs d'ouverture, on les fait se succéder rapidement devant l'œil ; on ajuste leurs paramètres, et quand on sent le moins la transition, on estime avoir trouvé des métamères ;
- des couleurs de surface, qui ont une limite. Pour comparer deux couleurs de surface, on les montre côte à côte, grâce à un dispositif de cloison qui isole deux parties du champ. Deux couleurs métamères donnent une transition invisible[5].

L'homme ne distingue les couleurs que quand il y a suffisamment de lumière. Dans l'obscurité, la vision scotopique ne permet pas de distinguer les couleurs. Les bâtonnets, qui sur la rétine permettent cette vision, ont un maximum de sensibilité différent de celui des cônes. Saturés par l'excès de lumière, ils ne jouent pas pour la vision photopique, en couleurs. Entre les deux, dans la vision mésopique, cônes et bâtonnets participent à la vision. Leur différence de sensibilité spectrale fait que la perception de la couleur se décale vers le bleu ; c'est ce qu'on appelle l'effet Purkinje. L'étude des couleurs métamères suppose qu'on se trouve toujours dans le domaine de la vision photopique.
Le laboratoire de colorimétrie étudie les réactions de personnes à des stimulus physiques. Les sujets réagissent différemment. La pratique affine les perceptions ; l'âge les modifie ; les différences de métabolisme d'une personne à l'autre affectent la vision. On mesure, idéalement, avec un grand nombre de sujets, dont on élimine ceux qui ont des réponses manifestement exceptionnelles (comme les daltoniens qui distinguent peu ou pas certaines couleurs) et on choisit un critère d'agglomération des résultats (par exemple, la moyenne) pour les autres.

### Un concept de laboratoire
Hors du laboratoire, la perception des couleurs est beaucoup plus compliquée. Deux couleurs identiques peuvent paraître différentes, parce que leur entourage est différent ; et pour la même raison, deux couleurs qui seraient perçues comme différentes si elles étaient présentées sur le même fond semblent identiques.
La vision humaine est essentiellement un acte cognitif, basé sur la perception de différences, spatiales et temporelles, que la mobilité de l'œil permet de mélanger. La photométrie et la colorimétrie cherchent à échapper à cette complexité en recherchant des perceptions élémentaires. Les buts qu'elles se donnent sont limités à l'établissement des tables de correspondance permettant une analyse objective des lumières prises isolément, l'étude de l'éclairage et la reproduction des couleurs par des procédés industriels. Les concepts adaptés à ces fins ne sont pas nécessairement pertinents pour les autres usages.

## Métamères et combinaisons de couleurs
L'étude des métamères constitue la base de la colorimétrie.
On sait, en décomposant la lumière blanche avec un prisme, fabriquer des lumières monochromatiques. Une lumière monochromatique se définit plus facilement qu'une lumière en général, il suffit de préciser une longueur d'onde et une intensité énergétique.
On constate en premier lieu que dans des lumières constituées en mélangeant deux lumières monochromatiques, on ne peut distinguer les composantes.

### Linéarité
Si on se donne une lumière blanche pour effectuer des comparaisons, on constate que l'addition, en proportions appropriées, de deux lumières monochromatiques, donne une lumière métamère de la lumière blanche. Quand cela est possible, on dit qu'elles sont complémentaires. Cette propriété dépend de la lumière blanche qu'on a choisie. Deux lumières complémentaires par rapport à un blanc obtenu par l'illumination d'une feuille par une bougie ne le sont pas par rapport à un blanc obtenu par la lumière du jour.
On vérifie que cette propriété se maintient si on multiplie l'intensité de toutes les composantes par la même quantité. Si on augmente d'une certaine intensité une des deux complémentaires, on vérifie que le résultat est une lumière métamère de la lumière blanche plus la quantité de lumière monochromatique qui a été ajoutée. Cette linéarité va permettre d'effectuer des calculs sur les intensités.

### Longueurs d'onde négatives
Toutes les lumières monochromatiques ont une lumière monochromatique complémentaire, sauf celles dont la longueur d'onde se situe dans l'intervalle 492 nm à 567 nm (longueurs d'onde du milieu du spectre correspondant aux couleurs proches du vert). Pour obtenir une lumière métamère de la lumière blanche avec une lumière monochromatique dans cet intervalle, il faut mélanger à cette lumière monochromatique deux lumières monochromatiques de longueurs d'onde prises dans les extrémités opposées du spectre. Ces deux lumières donnent une perception colorée qui ne peut être produite par une seule lumière monochromatique : les pourpres. Pour décrire plus commodément les pourpres, on leur donne la longueur d'onde de la lumière monochromatique dans les verts avec laquelle ils peuvent constituer une lumière métamère de la lumière blanche, en négatif.

### Lois fondamentales du mélange des lumières
On en tire la loi fondamentale du mélange des lumières monochromatiques :

Le stimulus obtenu par mélange de deux lumières monochromatiques quelconques est métamère avec un stimulus obtenu par mélange d'une lumière blanche et d'une lumière monochromatique convenablement choisie.
La longueur d'onde de cette lumière monochromatique s'appelle la longueur d'onde dominante du mélange. Elle est intermédiaire entre celle des composantes si la différence de longueur d'onde de celles-ci est moindre que celles de leurs complémentaires. Dans les autres cas, soit  elle est hors de l'intervalle entre les composantes, soit c'est une longueur d'onde négative correspondant à un pourpre.
Du fait de la linéarité de la composition des lumières, et par voie de conséquence :

Le stimulus obtenu avec une lumière quelconque est métamère avec un stimulus obtenu par mélange d'une lumière blanche et d'une lumière monochromatique (ou d'un pourpre) convenablement choisie.
On peut donc décrire toute lumière par une longueur d'onde dominante (éventuellement négative s'il s'agit d'un pourpre) et une pureté colorimétrique, qui est la proportion de l'énergie lumineuse totale fournie par la lumière monochromatique.
Ayant défini un blanc, on peut calculer, à partir de n'importe quelles couleurs primaires presqu'arbitrairement choisies,
- soit les proportions nécessaires de ces primaires pour obtenir un stimulus métamère d'une lumière quelconque ;
- soit, dans le cas où ce n'est pas possible, les proportions nécessaires d'une lumière quelconque et d'une ou deux primaires pour obtenir un stimulus métamère d'une lumière blanche.

C'est à partir de ces procédures expérimentales qu'on définit un diagramme de chromaticité.

## Métamérisme de couleurs de surface

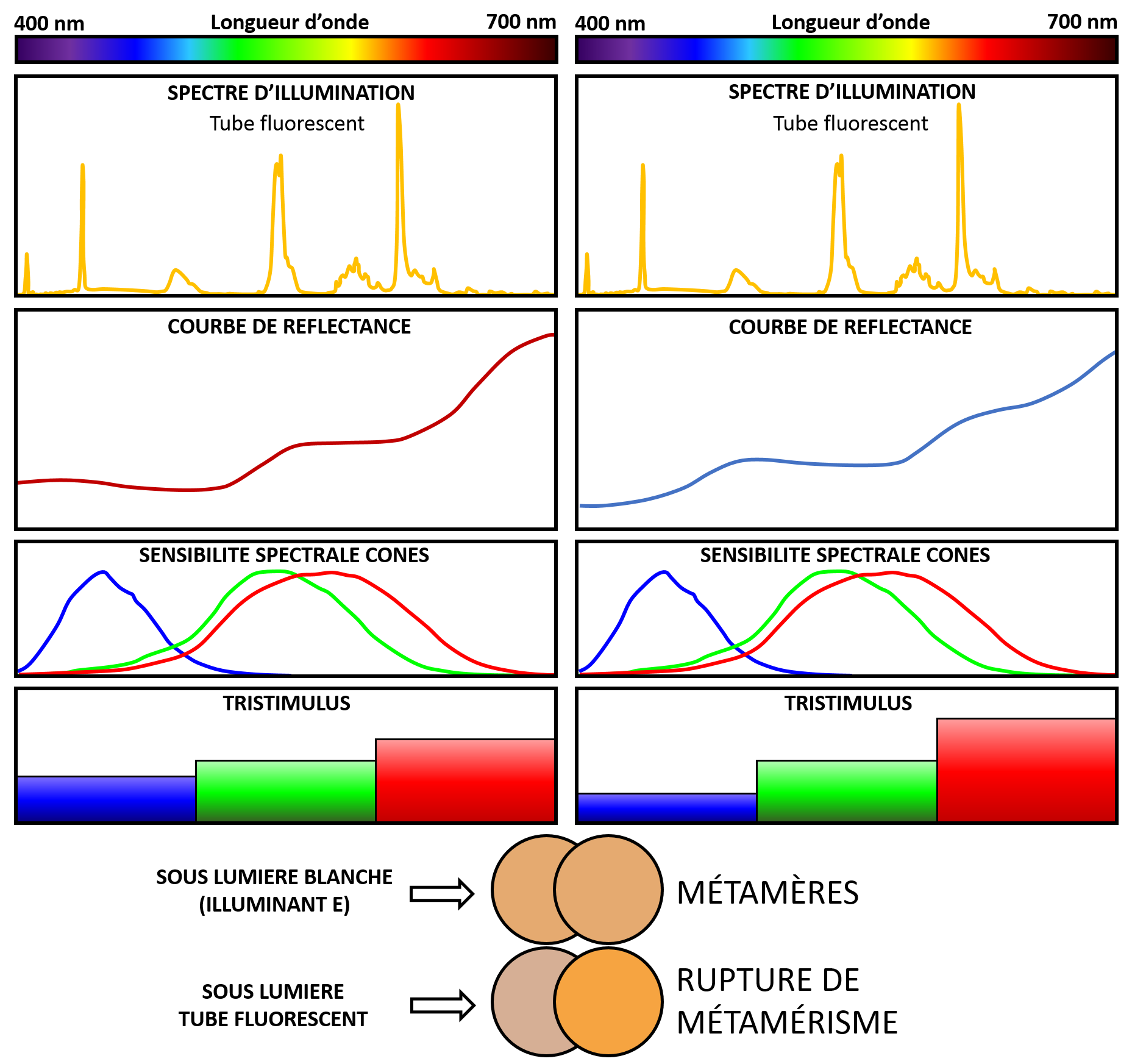
Rupture du métamérisme de deux couleurs de surface sous éclairage par tube fluorescent.

Une surface colorée se caractérise par la transformation qu'elle fait subir au spectre de la lumière qui la touche. Pour chaque longueur d'onde, une proportion différente est absorbée ou réfléchie. La courbe de réflectance décrit cette variation. La quantité de lumière de chaque longueur d'onde que la surface renvoie vers l'œil dépend à la fois de la quantité qui se trouvait dans l'éclairage et de l'effet de la surface colorée. 
La vision humaine ne différencie pas les couleurs en dessous d'un certain seuil, qui varie selon la luminosité, la tonalité et la pureté de la couleur.
Deux couleurs de surface peuvent donc être métamères sous une certaine lumière, et pas avec un autre éclairant.
L'éclairage d'une bougie est rougeâtre, et très pauvre en bleu. Il rend la distinction entre un bleu de Prusse et un bleu outremer incertaine, voire impossible.
De plus, en lumière faible, la vision des couleurs est atténuée.
Certains éclairages, notamment les fluorescents, ont un spectre lumineux irrégulier, avec des crêtes fortement marquées pour certaines couleurs bien définies. Ils peuvent être équilibrés, et la vision peut s'adapter à eux, de sorte qu'une surface blanche apparaît blanche. Mais les différences entre les parties du spectre des couleurs de surface qu'ils éclairent seront magnifiées, quand elles coïncident avec celles qui sont privilégiées par l'éclairant, et atténuées quand elles se trouvent dans des creux de la répartition spectrale de l'illuminant.
On peut calculer, pour deux couleurs de surface données dont on connaît les courbes de réflectance, un indice de métamérisme, qui évalue leur différence de couleur quand on change d'illuminant.
La Commission internationale de l'éclairage a déterminé un Indice de rendu de couleurs pour évaluer la qualité de l'éclairage. Cet indice, qui permet de qualifier les sources éclairantes de meilleur rendement lumineux, comme les tubes fluorescents ou les  lampes à vapeur de mercure ou de sodium, s'est révélé insatisfaisant pour les éclairages à diodes électroluminescentes (LED). La comparaison de la restitution des couleurs sous divers éclairages, compte tenu des différences entre observateurs et de l'immense variété des couleurs de surface possible, se révèle une tâche complexe.
Une personne connaissant sa vision peut vérifier sommairement la qualité d'un éclairage en utilisant le test d'Ishihara, ou d'autres figures destinées à vérifier la vision des couleurs.

### Restauration des tableaux
Il arrive fréquemment, lors de la restauration de tableaux, qu'un nettoyage ne suffise pas, et qu'il soit nécessaire de combler un vide. Le restaurateur peint alors une retouche. Il peut arriver que celle-ci soit parfaitement invisible dans son atelier, et, cependant, que le tableau retourné au musée, dans une autre lumière, laisse apparaître le travail ; ou que certaines personnes le voient ; ou qu'il soit détectable sur les photographies.
Quand dans le contexte de la restauration d'œuvres d'art, on parle de « problème de métamérisme », c'est du défaut de métamérisme, dans des lumières différentes, qu'il s'agit.
Pour effectuer la retouche, le restaurateur recherche, dans la lumière de son atelier, une couleur qui soit exactement semblable à celle du vide qu'il doit remplir. Il faudrait que sa teinte soit identique à celle de l'original qui l'entoure, sous n'importe quel éclairage, et vu par n'importe quel observateur, y compris les caméras. Utiliser des pigments identiques à ceux de l'original garantirait ce résultat ; mais en général ça n'est pas possible. Les pigments varient légèrement d'une production à l'autre, on n'en trouve pas de vieillis, et ceux que l'artiste a utilisés ne sont pas toujours connus. Le restaurateur mélange donc des pigments disponibles, jusqu'à obtenir une couleur métamère, dans son atelier, de celle qu'il imite.
Pour garantir que la retouche sera invisible en toutes circonstances, le métamérisme ne suffit pas ; il faut que la courbe de réflectance spectrale de la combinaison utilisée soit identique à celle trouvée sur le tableau. Les spectromètres aujourd'hui disponibles permettent de sélectionner des spectres similaires, offrant plus de garanties. Le choix de lumières artificielles avec un spectre approprié dans les musées devrait aussi réduire la visibilité des retouches.

### Spectacle
Le défaut de métamérisme des couleurs des surfaces peut être mis à profit pour des effets scéniques. Dans un certain éclairage, par exemple de type lumière du jour, une surface paraît unie ; dans une autre lumière, par exemple à la bougie, un motif apparaît.

### Prothèses dentaires
Les dents sont blanches, mais elles ne sont pas toutes du même blanc. Le dentiste utilise un nuancier de fausses dents pour déterminer celui de la denture de son patient afin de commander une prothèse. Encore faut-il que la prothèse se confonde avec les dents naturelles environnantes sous toutes lumières.

### Étymologie
Le mot « métamère » est emprunté à la chimie, où il désigne des substances isomères, mais ayant des propriétés différentes.